# Берендтс, Эдуард Николаевич
Эдуа́рд Никола́евич Бе́рендтс (9 (21) декабря 1860, Санкт-Петербург — 4 августа 1930, Таллин) — российский юрист и экономист; доктор финансового права. Брат профессора Дерптского университета Александра Николаевича Берендтса.

## Биография
Родился в Петербурге в семье купца лютеранского вероисповедания. Обучался в училище при евангелистской церкви св. Петра (1871—1880) и на юридическом факультете Петербургского университета (1880—1884). Служил в департаменте государственного казначейства Министерства государственных имуществ (с 1886 года — столоначальник).
В 1890 году защитил магистерскую диссертацию «Государственное хозяйство Швеции» и с 1891 года преподавал в качестве экстраординарного профессора в ярославском Демидовском юридическом лицее — заменил на кафедре государственного и административного права А. Е. Назимова. Научная деятельность связана преимущественно с изучением экономики и права Швеции и Финляндии. Принимал активное участие в краеведческой и архивной деятельности в Ярославской губернии, в работе Юридического общества при Демидовском лицее. Был инициатором созыва первого губернского съезда исследователей истории и древностей, председателем Ярославской учёной архивной комиссии (1894—1900). Редактировал труды комиссии и «Временник Демидовского юридического лицея». В 1899 году был одним из активнейших организаторов юбилейных торжеств по поводу празднования 150-летия первого русского театра.
С 1900 — помощник статс-секретаря Государственного совета и чиновник особых поручений при министре — статс-секретаре Великого княжества Финляндского В. К. Плеве, которому адресовал обширную записку «О прошлом и настоящем русской администрации» с анализом исторического опыта государственного управления в России и предложениями по проведению умеренных реформ в административной сфере. Выделял две основные причины проблем российской администрации: непродуманность многих реформ, их «догоняющий» характер и отсутствие в России достаточного числа грамотных, образованных людей, способных решать текущие задачи государственного управления.
Был профессором Петербургского университета по кафедре финляндского права, директором Демидовского юридического лицея (1904—1905), профессором Императорского Училища правоведения. В 1906 году издавал газету «Северянин».
Был членом совета Главного управления по делам печати. Редактировал III и IV тома юбилейного издания «Истории Правительствующего Сената» и написал в нём отделы: «Проекты реформ Сената в царствования императоров Александра I и Николая I», «Проекты реформ Сената во второй половине XIX столетия». Автор статей в «Вестнике финансов, промышленности и торговли», в газетах «Народ» (1907), «Новое время», «Россия» и др.
Придерживался умеренно-консервативных политических взглядов, был членом ЦК партии «Союз 17 октября», критиковал как либералов, так и реакционеров. После прихода к власти большевиков покинул Россию. В 1919 году прибыл в Эстонию, где с 1 августа стал консультантом министерства внутренних дел по статистике, а с 1 октября 1919 по 1930 год работал на кафедре финансового права на юридическом факультете Тартуского университета. В университете Э. Н. Берендтс читал финансовое право, статистику, философию права и общее учение о праве. Состоял членом Русской Академической группы в Эстонии.
Похоронен на кладбище Копли.